# Hartmut Bauer (Rechtswissenschaftler)
Hartmut Bauer (* 7. Februar 1954 in Augsburg) ist ein deutscher Rechtswissenschaftler.

## Leben
Hartmut Bauer studierte nach dem Abitur bis 1978 Rechtswissenschaften an der Universität Augsburg und legte das Assessorexamen 1980 in München ab. Anschließend war er als Akademischer Rat an der Juristischen Fakultät der Universität Augsburg beschäftigt. Parallel zu der Assistententätigkeit bei Reiner Schmidt war er längere Zeit als Rechtsanwalt zugelassen und wirkte in dieser Funktion unter anderem als Berater von Wirtschafts- und Sozialverbänden. Anfang 1986 promovierte Bauer an der Universität Augsburg zum Thema Geschichtliche Grundlagen der Lehre vom subjektiven öffentlichen Recht. Die Habilitation erfolgte 1991 mit der Arbeit Die Bundestreue – Zugleich ein Beitrag zur Dogmatik des Bundesstaatsrechts und zur Rechtsverhältnislehre.
Nach einem Vertretungssemester in Heidelberg im Semester 1991/1992 folgte Bauer 1992 dem Ruf auf die Gründungsprofessur für Öffentliches Recht, insbesondere Staatsrecht, Umwelt- und Wirtschaftsrecht an der Juristischen Fakultät der Technischen Universität Dresden. Von 1994 bis 1995 war er Dekan der Fakultät und von 2002 bis 2004 Geschäftsführender Direktor des Instituts für Wirtschaftsrecht, das er 2001 mitbegründet hatte. Er nahm im Dezember 2004 den Ruf an die Universität Potsdam auf den Lehrstuhl für Europäisches und Deutsches Verfassungsrecht, Verwaltungsrecht, Sozialrecht und Öffentliches Wirtschaftsrecht an, wo er von 2005 bis zu seinem Ruhestand 2020 forschte und lehrte. Von 2009 bis 2013 war Bauer Dekan der Juristischen Fakultät. Bauer ist seit 2006 Mitglied des Kommunalwissenschaftlichen Instituts (KWI); von 2008 bis 2015 war er dessen Geschäftsführender Direktor.
Bauer gehörte von 1999 bis 2001 dem Vorstand der Vereinigung der Deutschen Staatsrechtslehrer an. Von 2003 bis 2011 war er als Generalsekretär der Societas Iuris Publici Europaei tätig, die ihn nach Ablauf seiner zweiten Amtsperiode zum Ehrengeneralsekretär auf Lebenszeit ernannte. Bauer ist Mitglied des Forschungsinstituts für öffentliche Verwaltung bei der Deutschen Universität für Verwaltungswissenschaften Speyer und Mitglied des Ständigen Ausschusses des Deutschen Juristen-Fakultätentages. Er ist seit 2005 gemeinsam mit Peter M. Huber und Karl-Peter Sommermann Herausgeber der Schriftenreihe Verfassungsentwicklung in Europa, seit 2007 Mitherausgeber der Zeitschrift Die Öffentliche Verwaltung (DÖV), deren Schriftleiter er mit Sommermann zudem seit 2009 ist, Mitglied des Wissenschaftlichen Beirats der Zeitschrift für öffentliches Recht (ZÖR) sowie Mitglied des Herausgeberkreises der Zeitschrift des Instituts für Energie- und Wettbewerbsrecht in der Kommunalwirtschaft e.V. (EWeRK). Bauer publizierte unter anderem zu Verfassungs- und Verwaltungsrechtsgeschichte, Verfassungs- und Verwaltungsrecht, Wirtschafts- und Sozialrecht sowie Verwaltungswissenschaft.

## Publikationen (Auswahl)
- Verfassungsrechtliche Grenzen rückwirkender Anwaltsgebührenerhöhung. Duncker und Humblot, Berlin 1984.
- Geschichtliche Grundlagen der Lehre vom subjektiven öffentlichen Recht. Duncker und Humblot, Berlin 1986.
- Die Bundestreue: zugleich ein Beitrag zur Dogmatik des Bundesstaatsrechts und zur Rechtsverhältnislehre. Mohr, Tübingen 1992.
- (Hrsg.): Staats- und Verwaltungsrecht Freistaat Bayern. Müller, Heidelberg 1993 (15. Aufl. 2008).
- (Hrsg.):  Entwicklungstendenzen des allgemeinen Verwaltungsrechts und des Städtebaurechts. Boorberg, Dresden et al. 1999.
- (Hrsg.): 100 Jahre Allgemeines Baugesetz Sachsen. Boorberg, Dresden et al. 2000.
- mit Christoph Möllers: Die Beendigung des Parketthandels an der Frankfurter Wertpapierbörse. Nomos, Baden-Baden 2001.
- (Hrsg.): Verfassungsentwicklungen in Europa. Mohr Siebeck, Tübingen, seit 2005.
- (Hrsg.):  Die neuen Europäer – Migration und Integration in Europa. Nomos, Baden-Baden 2009.